# アンリ・ルメール
アンリ・ルメール（Philippe Joseph Henri Lemaire、1798年1月9日 - 1880年8月2日）はフランスの彫刻家である。新古典派の彫刻家の一人である。

## 略歴
フランス北部ノール県のヴァランシエンヌで生まれた。パリ国立高等美術学校に入学し、彫刻家のピエール・カルトリエ(Pierre Cartellier)に学んだ。1821年にローマ賞を受賞した。
アンリ・ルメールは、ジャン＝ピエール・コルトーやフランソワ・リュード、アントワーヌ・エテックス、ジェームス・プラディエといったアカデミック美術の彫刻家たちとともに、1836年に完成を見た、パリのエトワール凱旋門の装飾彫刻を制作した一人であった。
代表作には、パリ、マドレーヌ寺院の 正面ペディメントの彫刻「最後の審判」などがある。多くの歴史上の人物の胸像やモニュメントを制作した。
1834年にレジオンドヌール勲章（シュヴァリエ）を受勲し、1843年にレジオンドヌール勲章（オフィシエ）を受勲した。1845年に芸術アカデミーの会員に選ばれた。

## 作品

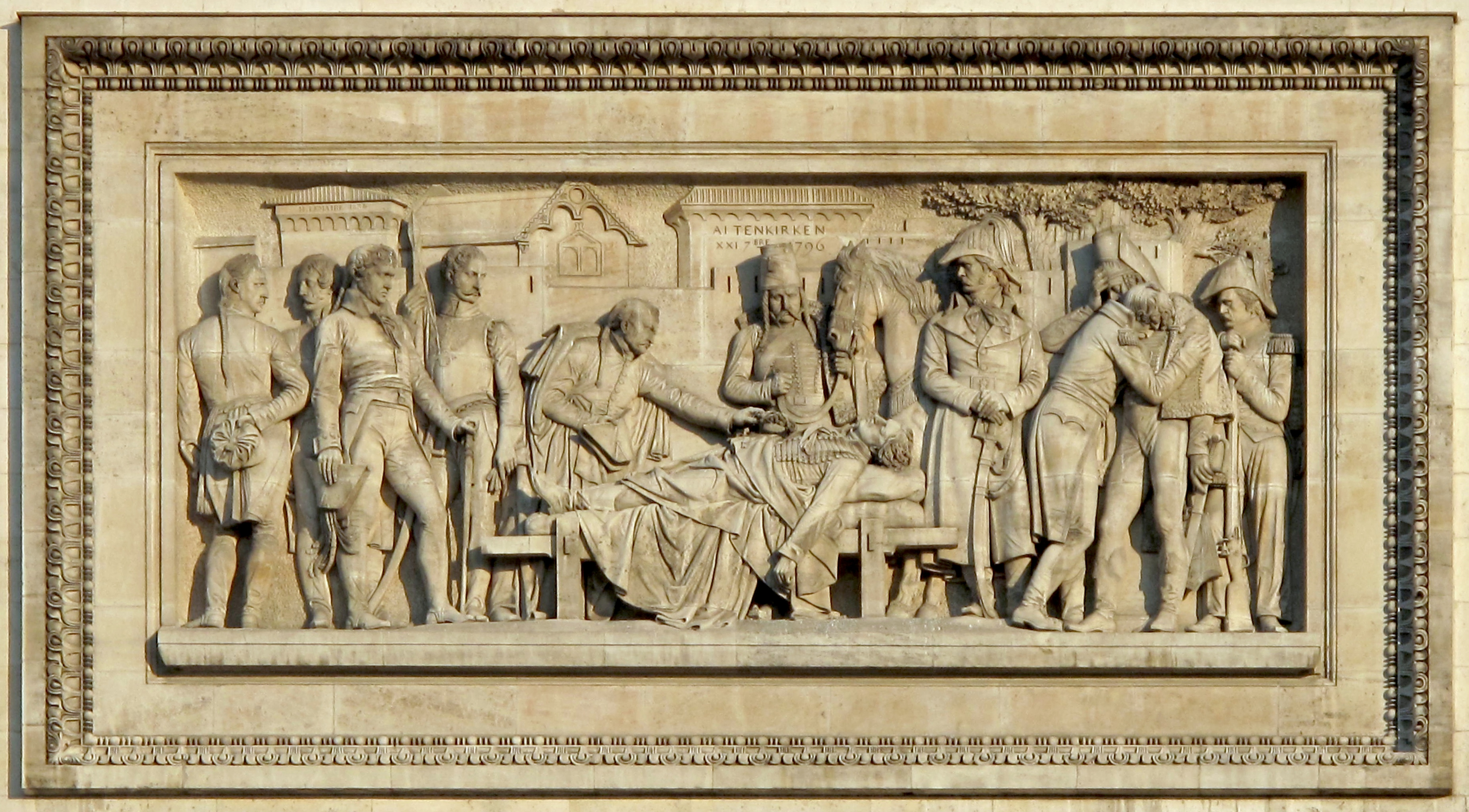
エトワール凱旋門のレリーフ、「マルソー将軍の死」
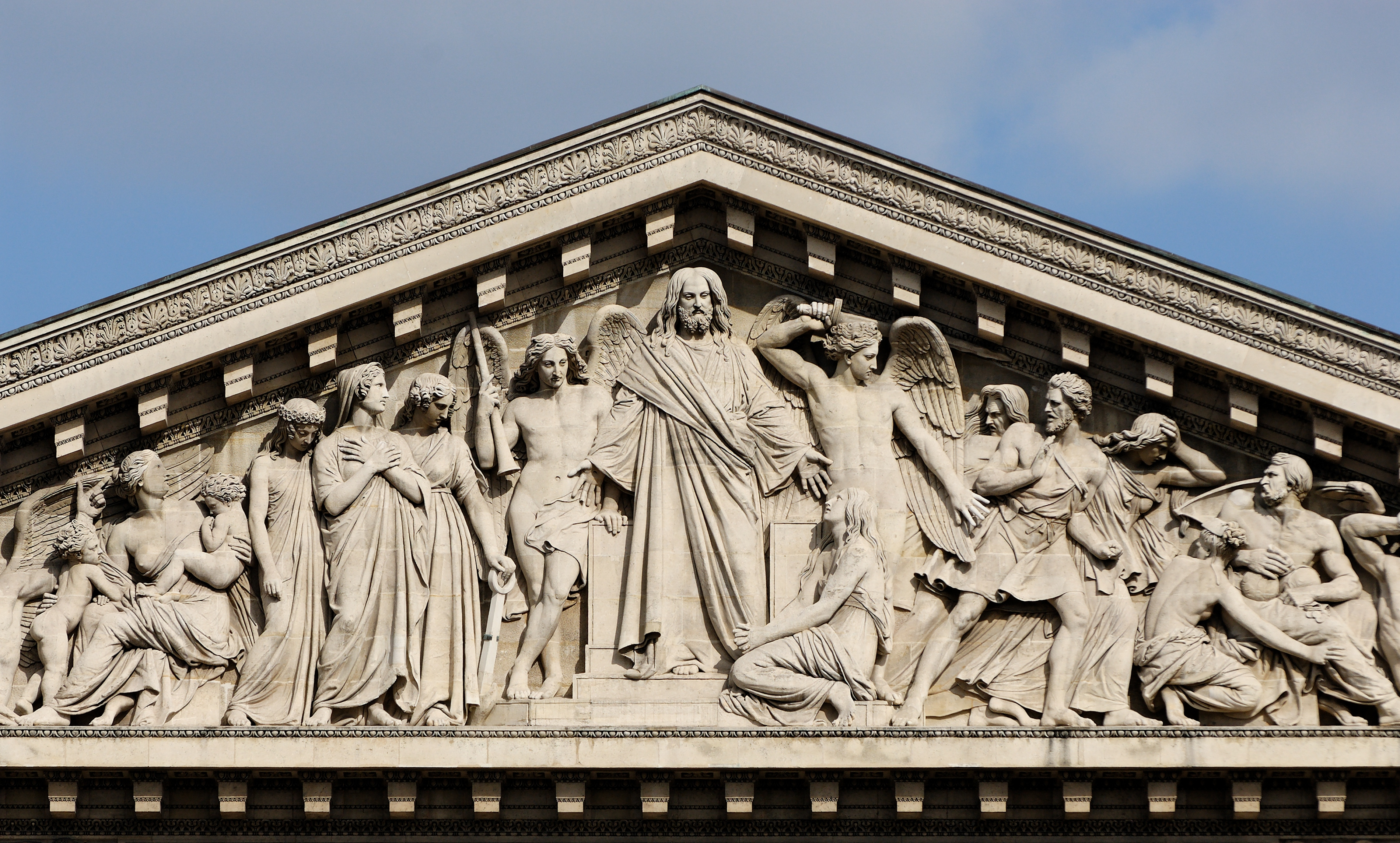
マドレーヌ寺院のレリーフ「最後の審判」
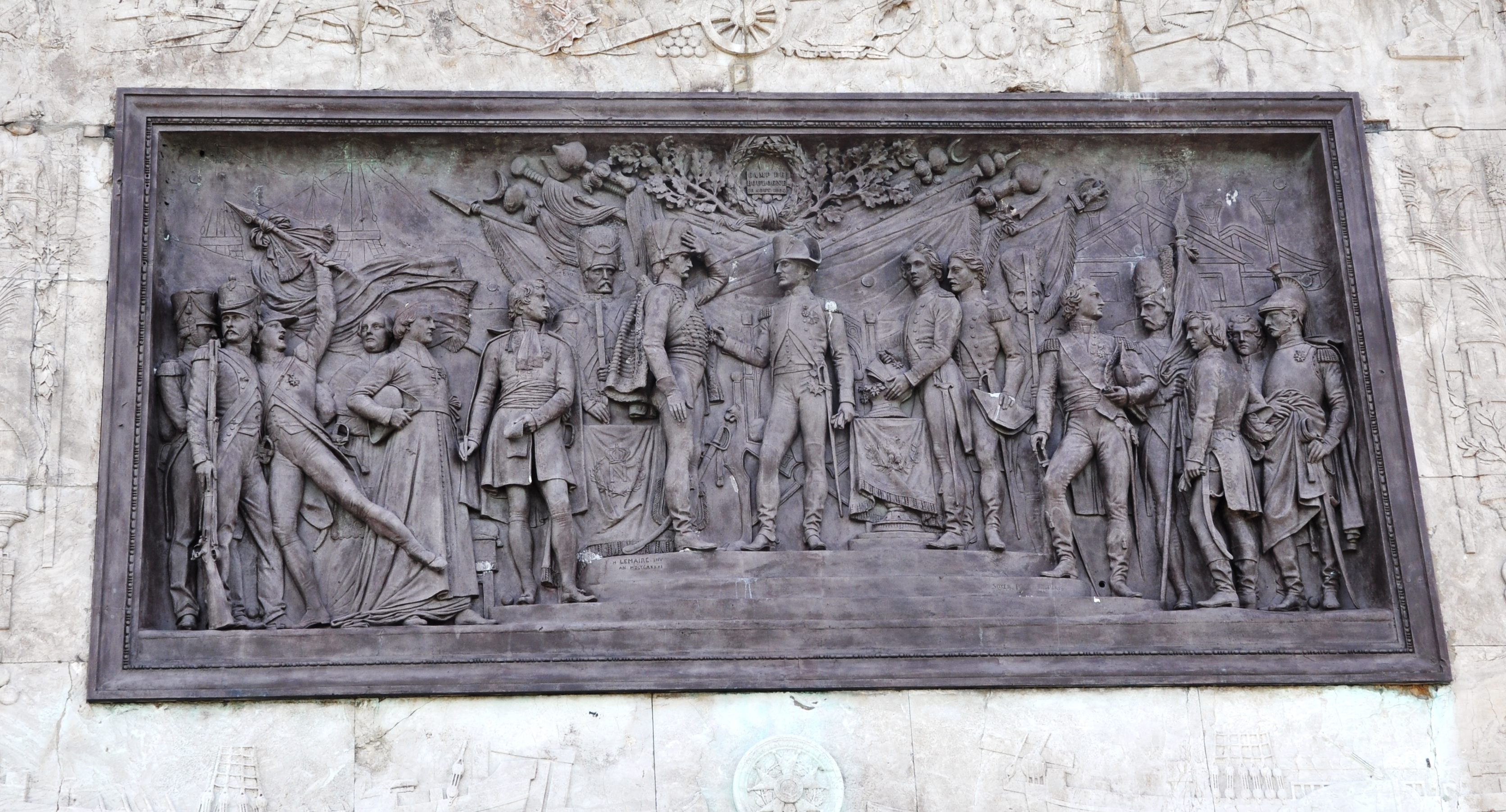
グランダルメ記念柱台座のレリーフ

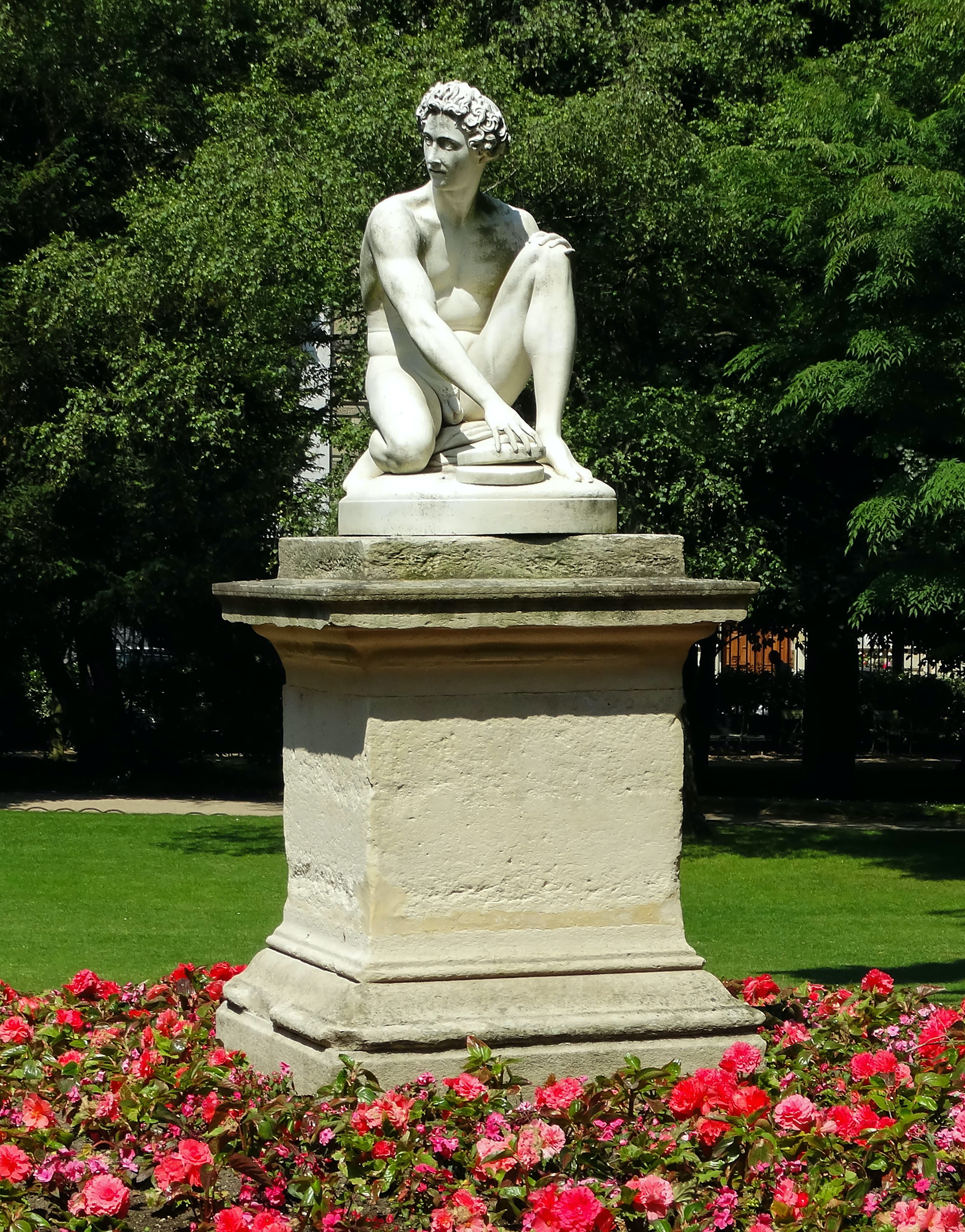
Archidamas、リュクサンブール公園
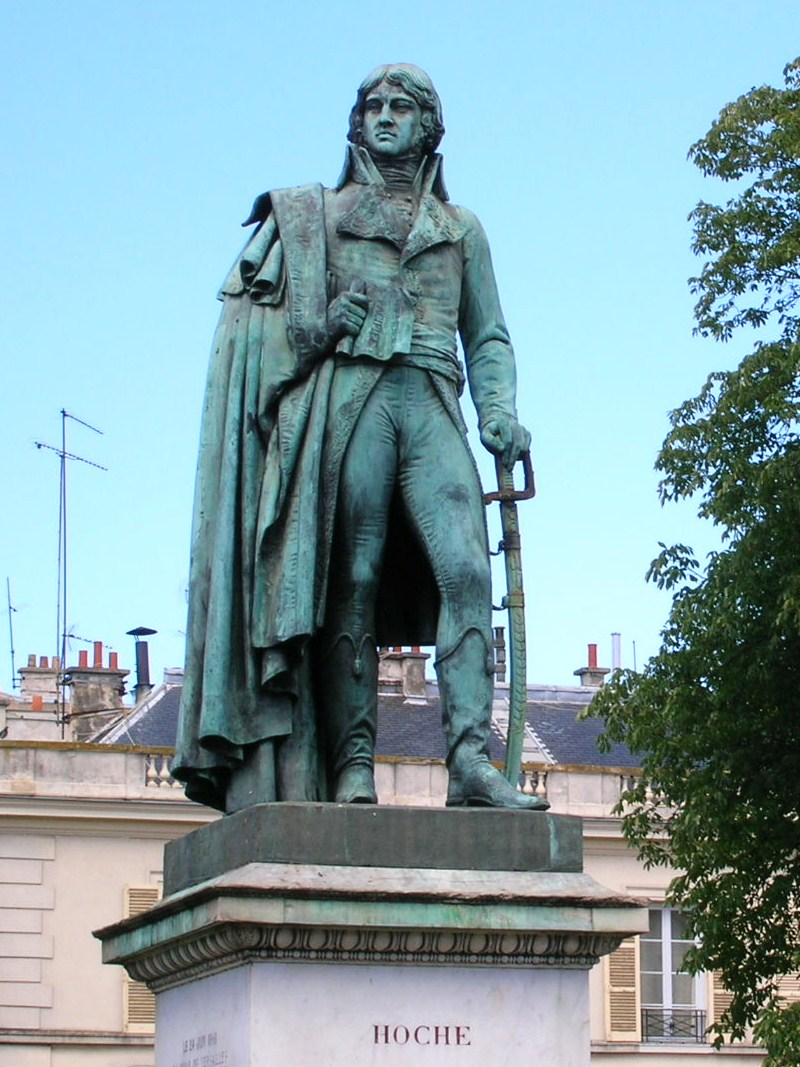
ルイ＝ラザール・オッシュ
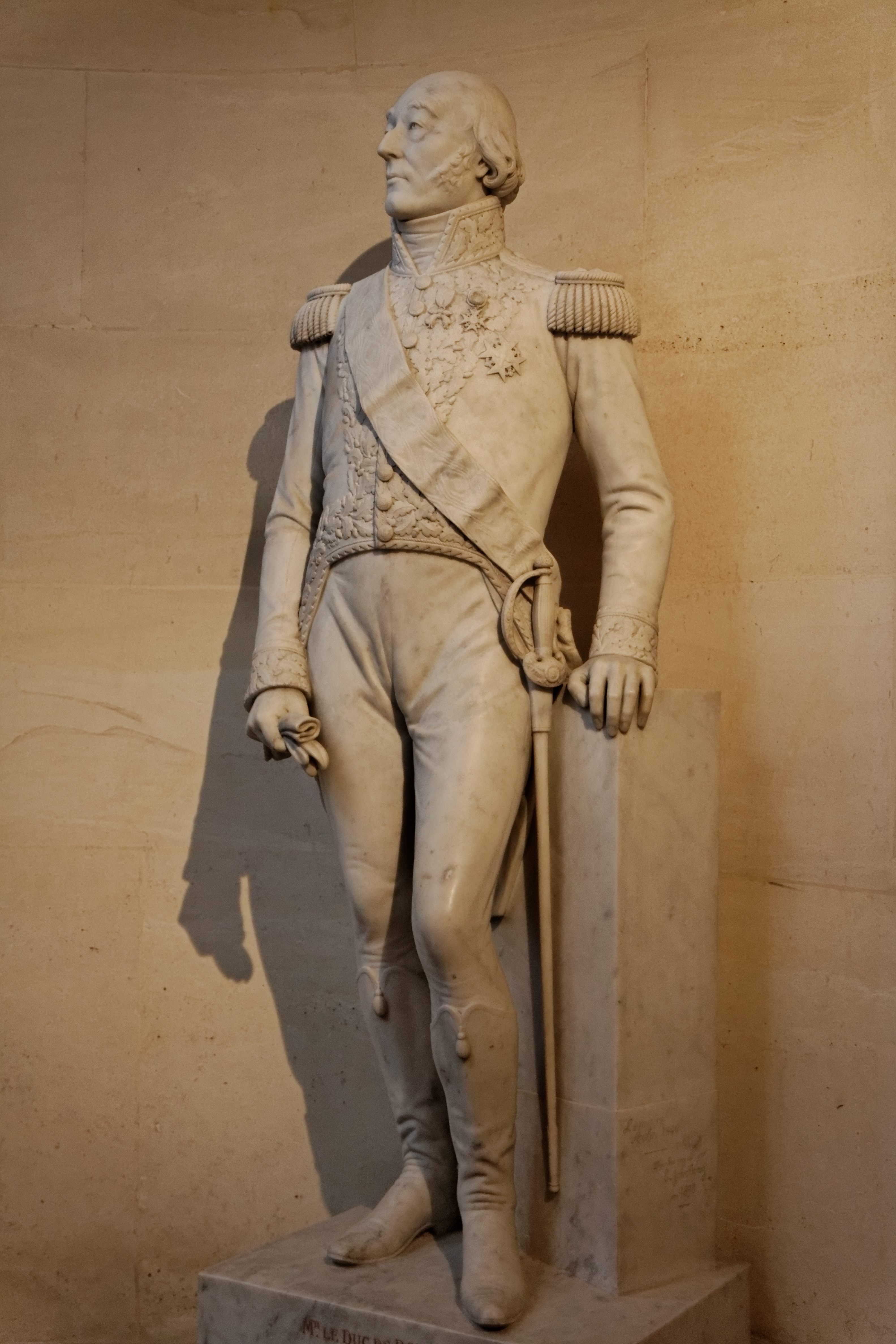
ルイ6世アンリ (コンデ公)
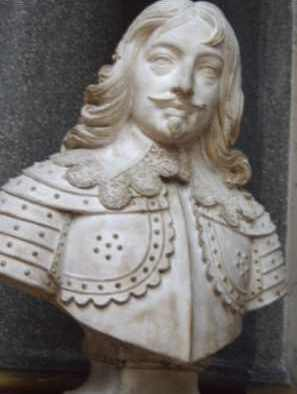
Isaac Manasses de Pas, Marquis de Feuquieres